# Rugby union na igrzyskach azjatyckich
Rugby union na igrzyskach azjatyckich – międzynarodowe zawody w rugby union rozgrywane w ramach igrzysk azjatyckich.
W programie tej imprezy rugby union znajduje się od XIII igrzysk rozegranych w Bangkoku w 1998 roku. Początkowo, w pierwszych dwóch edycjach, w zawodach brali udział jedynie mężczyźni, którzy rywalizowali zarówno w rugby piętnastoosobowym, jak i siedmioosobowym. Od 2006 roku rozgrywane są zawody jedynie w rugby 7, a od 2010 roku odbywa się również turniej kobiet.

## Klasyfikacja medalowa
| Klasyfikacja medalowa | Klasyfikacja medalowa | Klasyfikacja medalowa | Klasyfikacja medalowa | Klasyfikacja medalowa | Klasyfikacja medalowa |
| --------------------- | --------------------- | --------------------- | --------------------- | --------------------- | --------------------- |
| Miejsce               | Reprezentacja         | Złoto                 | Srebro                | Brąz                  | Razem                 |
| 1.                    | Japonia               | 4                     | 6                     | 1                     | 11                    |
| 2.                    | Korea Południowa      | 4                     | 2                     | 3                     | 9                     |
| 3.                    | Chiny                 | 2                     | 2                     | 1                     | 5                     |
| =                     | Hongkong              | 2                     | 2                     | 1                     | 5                     |
| 5.                    | Kazachstan            | 1                     | 0                     | 2                     | 3                     |
| 6.                    | Chińskie Tajpej       | 0                     | 1                     | 2                     | 3                     |
| 7.                    | Tajlandia             | 0                     | 0                     | 3                     | 3                     |

## Medaliści

### Mężczyźni – rugby piętnastoosobowe
| Rok  | Gospodarz |                  | Finał             | Finał      | Finał           |                   | Mecz o trzecie miejsce | Mecz o trzecie miejsce | Mecz o trzecie miejsce |
| Rok  | Gospodarz | Zwycięzca        | Wynik             | 2. miejsce | 3. miejsce      | Wynik             | 4. miejsce             |                        |                        |
| 1998 | Bangkok   | Korea Południowa | 21:17             | Japonia    | Chińskie Tajpej | 38:20             | Sri Lanka              |                        |                        |
| 2002 | Pusan     | Korea Południowa | rozgrywki grupowe | Japonia    | Chińskie Tajpej | rozgrywki grupowe | Sri Lanka              |                        |                        |

### Mężczyźni – rugby siedmioosobowe
| Rok  | Gospodarz |                  | Finał | Finał            | Finał            |       | Mecz o trzecie miejsce | Mecz o trzecie miejsce | Mecz o trzecie miejsce |
| Rok  | Gospodarz | Zwycięzca        | Wynik | 2. miejsce       | 3. miejsce       | Wynik | 4. miejsce             |                        |                        |
| 1998 | Bangkok   | Korea Południowa | 29:14 | Japonia          | Tajlandia        | 19:5  | Chińskie Tajpej        |                        |                        |
| 2002 | Pusan     | Korea Południowa | 33:21 | Chińskie Tajpej  | Tajlandia        | 17:14 | Japonia                |                        |                        |
| 2006 | Doha      | Japonia          | 27:26 | Korea Południowa | Chiny            | 19:12 | Chińskie Tajpej        |                        |                        |
| 2010 | Kanton    | Japonia          | 28:21 | Hongkong         | Korea Południowa | 21:14 | Chiny                  |                        |                        |
| 2014 | Inczon    | Japonia          | 24:12 | Hongkong         | Korea Południowa | 17:14 | Sri Lanka              |                        |                        |
| 2018 | Dżakarta  | Hongkong         | 14:0  | Japonia          | Korea Południowa | 36:14 | Sri Lanka              |                        |                        |
| 2022 | Hangzhou  | Hongkong         | 14:7  | Korea Południowa | Japonia          | 21:19 | Chiny                  |                        |                        |

### Kobiety – rugby siedmioosobowe
| Rok  | Gospodarz |            | Finał | Finał      | Finał      |       | Mecz o trzecie miejsce | Mecz o trzecie miejsce | Mecz o trzecie miejsce |
| Rok  | Gospodarz | Zwycięzca  | Wynik | 2. miejsce | 3. miejsce | Wynik | 4. miejsce             |                        |                        |
| 2010 | Kanton    | Kazachstan | 17:14 | Chiny      | Tajlandia  | 17:12 | Hongkong               |                        |                        |
| 2014 | Inczon    | Chiny      | 14:12 | Japonia    | Kazachstan | 12:0  | Hongkong               |                        |                        |
| 2018 | Dżakarta  | Japonia    | 7:5   | Chiny      | Kazachstan | 29:7  | Tajlandia              |                        |                        |
| 2022 | Hangzhou  | Chiny      | 22:21 | Japonia    | Hongkong   | 7:5   | Tajlandia              |                        |                        |